# Fagui
Fagui é uma comuna rural da circunscrição de Cutiala, na região de Sicasso ao sul do Mali. Segundo censo de 1998, havia 7 621 residentes, enquanto segundo o de 2009, havia 11 800. A comuna inclui 9 vilas.